# Александар Нергорд
Александар Аслак Нергорд (дан. Alexander Aslak Nørgaard; 15. март 2000) дански је пливач чија ужа специјалност су трке на дужим дистанцама слободним стилом. Вишеструки је национални рекордер. 

## Спортска каријера
Нергорд је дебитовао на међународној пливачкој сцени током 2017, прво наступајући на европском првенству за јуниоре у Нетањи, а потом и на Сениорском првенству континента у малим базенима где је заузео 18. место у квалификацијама трке на 1500 метара слободним стилом.  
На светским сениорским првенствима је дебитовао у корејском Квангџуу 2019. године. Једину дисциплину у којој је наступио на првенству, трку на 1500 слободно, окончао је на високом осмом месту у финалу. Дан раније, у квалификацијама исте трке, Нергорд је успео да исплива нови национални рекорд у тој дисциплини, у времену од 14:47,75 минута. Након светског првенства отишао је на студије у Сједињене Државе, на Универзитет Северне Каролине у Ралију. 